# Аркас Микола Миколайович (молодший)
Мико́ла Микола́йович А́ркас (21 серпня 1880, Миколаїв — 14 грудня 1938, Хуст, Карпатська Україна) — командир полку Дієвої армії Української Народної Республіки.
Театральний актор і режисер. Директор Руського театру товариства «Просвіта» в Ужгороді (з 1929).
Син Миколи Миколайовича Аркаса (старшого), онук Миколи Андрійовича Аркаса.

## Життєпис
Микола Аркас народився 21 серпня 1880 року у Миколаєві у родині відомого військового та культурно-освітнього діяча, письменника, композитора, історика Миколи Аркаса. Був активістом аматорського театрального колективу у Миколаєві.
Навчався у Морському та Миколаївському кадетському корпусах (не закінчив), у Єлисатвеградському кавалерійському училищі, яке закінчив 24 вересня 1901 року за 2-м розрядом та вийшов юнкером до 46-го драгунського Переяславського полку (з 10 лютого 1902 року — корнет).
З 4 квітня 1905 року перебував у запасі у військах Приморської області. З 29 листопада 1905 року був приділений до військ прикордонної сторожі Заамурської округи. З 4 лютого по 25 червня 1906 року був особистим ад'ютантом командувача російських військ на Далекому Сході генерала Гродекова. 10 серпня 1906 року звільнився у запас.
17 липня 1914 року у званні поручика був мобілізований до армії. 28 липня 1914 року був зарахований до 8-го гусарського Лубенського полку. 27 квітня 1915 року — переведений до Чеченського кінного полку Окремої Кавказької Туземної дивізії. З 23 жовтня 1915 року — начальник дивізійної військово-поліційної команди. З 12 липня 1916 року — обер-офіцер для доручень при начальникові дивізії генералові Багратіоні. З 4 березня 1917 року — штабс-ротмістр.
З 4 липня 1917 року — командир 7-го ординарського ескадрону, який у грудні 1917 року був українізований. Аркас перейменував ескадрон на Полтавську партизанську кінну сотню, на чолі цієї сотні у лютому 1918 року у складі Запорізької бригади військ Центральної Ради брав участь у боях під Києвом проти більшовиків. З 1 березня 1918 року сотня несла варту біля найважливіших установ Києва. У квітні 1918 року сотня була реорганізована в Окремий Сердюцький кінний дивізіон Армії УНР.
Під час гетьманського перевороту наприкінці квітня 1918 року Микола Аркас на чолі дивізіону одним із перших підтримав Павла Скоропадського. За часів гетьманату залишався командиром дивізіону, який продовжив нести варту у Києві. 15 грудня 1918 року, після вступу до Києва військ Директорії, дивізіон перейшов у її розпорядження та був перейменований у Кінно-Гонецький полк штабу Дієвої армії УНР. Короткий час Микола Аркас був військовим комендантом Києва.
На чолі цього полку Микола Аркас брав участь у боях на Чернігівщині наприкінці грудня 1918 року — у січні 1919 року (до 5 лютого 1919 року). Станом на 21 лютого 1919 року — командир кінного дивізіону, який брав участь у боях під Києвом. Навесні 1919 року — у розпорядженні штабу Південно-Східної групи Дієвої армії УНР, комендант мосту на Дністрі, через який у квітні 1919 року українські війська переходили до Румунського королівства.
З 19 серпня 1919 року — командир 2-го кінного полку імені Максима Залізняка Дієвої армії УНР (з середини вересня 1919 року — 2-й кінний Переяславський полк). Полк, який перебував у стадії формування і налічував у складі 70 вершників, 55 піших, два кулемети «максим», один кулемет «люїс» і 211 вчорашніх махновців — без коней, зброї та чобіт, кинули на станцію Перехрестове на теперішній Одещині. Завданням, яке поставив Головний отаман армії Української Народної Республіки Симон Петлюра, було стежити за пересуванням денікінців, але не вступати в бій. Французи, британці й американці також вимагали від денікінців та петлюрівців не воювати між собою. Але, як писав потім командарм УНР Михайло Омелянович-Павленко, у бік денікінців «гармати почали самі стріляти». І спричинився до цього полковник Микола Аркас.

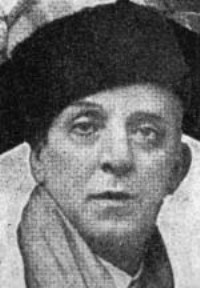
В театрі

Перед фронтом його полку на станції Затишшя опинився сьомий драгунський Новоросійський полк — 800 вершників при двох гарматах та вісьмох кулеметах «Максим». До полковника Аркаса почали скаржитися селяни: денікінські драгуни реквізують у них підводи у період жнив. Микола Аркас розділив свій недосформований полк навпіл — по 45 бійців — і наказав їм виступити проти флангів денікінців. Сам із десятком штабних старшин захопив батарею білогвардійців і наказав денікінцям скласти зброю, погрожуючи ввести в бій «другий полк», якого насправді у нього не було. Після того, як драгуни склали зброю, з укриття вискочили босі неозброєні махновці й озброїлися. Денікінський командир, не витримавши такої ганьби, застрелився. Аркас наказав поховати його з усіма почестями.
Якийсь час і «білі», і свої звинувачували полковника Миколу Аркаса в тому, що він став причиною війни між УНР та Добровольчою армією, хоча насправді приводу шукали денікінці, на прапорах яких був напис «Єдина та неподільна Росія» («рос. Единая и неделимая Россия»).
11 грудня 1919 року не пішов у Перший зимовий похід та разом з полком приєднався до Української Галицької армії, яка на той час перебувала у союзі зі Збройними Силами Півдня Росії. 15 грудня 1919 року наказом по Дієвій армії УНР був оголошений зрадником. Більша частина полку невдовзі повернулася до Дієвої армії УНР.
З 1920 року жив в еміграції у Станиславові, Коломиї, працював актором та режисером. З 1926 року — актор і режисер Руського театру товариства «Просвіта» в Ужгороді. З 1929 року — директор цього театру.
 Поставив вистави «Дай серцю волю — заведе в неволю» М. Кропивницького, «Наталка-Полтавка» І. Котляревського, «Живий труп» Л. Толстого, в яких грав провідні ролі.
Разом з братами Шерегіями провадив театр «Нова сцена».
Помер та похований на Закарпатті, у місті Хуст на Замковій горі.

## Родина
Дружина Надія — родом із Закарпаття. Була акторкою. У 1927—1934 роках грала в Руському театрі в Ужгороді, потім у Руському Театрі ім. Садовського, у «Новій сцені» в Хусті. По смерті чоловіка переїхала до Чехії, продовжувала грати. Померла в 1955 році.

## Вшанування пам'яті
Вулиця Миколи Аркаса у місті Хуст.
Вулиця Миколи Аркаса з 2023 року є у місті Ужгород.
Провулок Миколи Аркаса в Умані.